# Megachile crandalli
Megachile crandalli là một loài Hymenoptera trong họ Megachilidae. Loài này được Mitchell mô tả khoa học năm 1957.